# Igualada (ort)
Igualada är en ort i Spanien.   Den ligger i provinsen Província de Barcelona och regionen Katalonien, i den östra delen av landet, 500 km öster om huvudstaden Madrid. Igualada ligger 322 meter över havet och antalet invånare är 38 918.
Terrängen runt Igualada är huvudsakligen kuperad, men den allra närmaste omgivningen är platt. Igualada ligger nere i en dal. Runt Igualada är det tätbefolkat, med 709 invånare per kvadratkilometer. Igualada är det största samhället i trakten. Trakten runt Igualada består till största delen av jordbruksmark.